# BRP Teresa Magbanua
Le BRP Teresa Magbanua (MRRV-9701) est le navire de tête de sa classe de patrouilleurs exploités par la Garde côtière philippine (PCG). Classé navire d’intervention multirôle (MRRV), c’est l’un des navires les plus grands et les plus modernes de la PCG.
Il porte le nom de Teresa Magbanua, une enseignante philippine qui a participé aux trois mouvements de résistance de l’histoire des Philippines : contre l’Espagne lors de la révolution philippine, contre les États-Unis lors de la guerre américano-philippine, et contre le Japon pendant la Seconde Guerre mondiale.

## Construction et design
Le navire a été construit par Mitsubishi Shipbuilding Co. Ltd à Shimonoseki, au Japon, sur la base des patrouilleurs de classe Kunigami. Le contrat s’inscrivait dans le cadre du projet « Maritime Safety Capability Improvement Project Phase 2 » du ministère des Transports en 2016. Le contrat d’une valeur de 14,55 milliards de yens pour deux unités, financé par un prêt JICA STEP de 16,455 milliards de yens, a été signé le 7 février 2020.
Le navire a une longueur de 96,6 mètres, une vitesse maximale de 24 nœuds (44 km/h) et un équipage de 67 officiers et matelots. Il est propulsé par deux moteurs Diesel de 8900 ch (6600 kW) chacun. Il dispose d’une hélisurface et d’un hangar pouvant accueillir les hélicoptères H145T2 du PCG. Il dispose également d’un caisson hyperbare pour les accidents de plongée et d’une infirmerie qui peut accueillir les personnes secourues.
La cérémonie de découpe de la première tôle d’acier a eu lieu le 18 décembre 2020. Le navire a été lancé le 26 juillet 2021. Le navire a subi fin 2021 des essais en mer menés par le constructeur naval et le PCG. Il est arrivé à Manille le 18 février 2022.

## Historique
Le navire a été mis en service dans la garde côtière philippine le 6 mai 2022.
Le 12 mai 2024, le Teresa Magbanua, ainsi que le BRP Cabra (MRRV-4409) et le BRP Malabrigo (MRRV-4402), ont été envoyés au banc Sabina, un banc de sable situé à 75 milles marins (139 km) de la côte de Palawan pour surveiller les activités de la Garde côtière chinoise dans la région. Un bateau semi-rigide a également été envoyé pour intercepter ou au moins s’approcher des navires chinois. Le 31 août, le Teresa Magbanua a été endommagé après avoir été éperonné à trois reprises par un navire de la Garde côtière chinoise alors qu’il était ancré près du haut-fond d’Escoda.